# 아프리카 여러 나라의 독립
아프리카 여러 나라의 독립은 20세기 제2차 세계 대전 이후에 일어난 아프리카 여러 나라들의 독립과 형성에 관한 것이다.

## 배경
제2차 세계대전 이전에는 아프리카 대륙의 여러 나라 중 독립국은 식민주의자 백인 지배하의 남아프리카 연방과 에티오피아, 라이베리아의 세 나라에 지나지 않았다. 서유럽인이 노예무역을 통하여 19세기 중엽까지 아프리카에서 약탈한 노예의 수는 4000만 명에서 6000만 명 정도로 추정되며, 이와 같은 대량의 노동력 상실은 아프리카의 생산력을 파괴하여 경제적 발전을 둔화시켰다. 
서유럽 여러 나라의 손에 분할되어 식민지로서 수탈을 당해오던 아프리카 대륙의 여러 민족들 사이에는 제1차 세계 대전 후부터 서서히 민족주의 운동이 싹트기 시작하였다. 제2차 세계대전 후에는 전 세계적인 민족해방 운동 중 특히 북아프리카의 민족주의 운동에 자극을 받아 그들 사이의 민족주의 운동은 급속도로 발전하였다. 
더욱이 대전 후 각지에 보급된 교육은 이 운동을 촉진하였고 그리하여 전후 리비아, 이집트, 수단, 모로코, 튀니지가 독립하였고, 1955년 4월 인도네시아의 반둥에서 열린 제1회 아시아·아프리카 회의와 1957년 12월 카이로에서 열린 아프리카 제국민회의 등은 민족해방 운동의 국제적 유대를 강조하였다. 
1958년에는 전년에 독립을 얻은 가나에서 아프리카 국민회의를 열고 전아프리카의 대표들이 모여 아프리카의 해방과 통일을 추진하기 위한 항구적 조직인 ‘전아프리카 국민회의’를 설립하기로 하였다. 점차 독립하기 시작한 아프리카 여러 나라들은 1960년에 17개국이 한꺼번에 독립하여 ‘아프리카의 해’라고 부르게 되었다.
그러나 아프리카 민족주의 운동은 혼란한 국경선과 원주민의 부족적·인종적·언어적 대립으로 통일이 방해되고 있으며, 신생 독립국가들도 여러 가지 국내 사정과 옛 상전과의 관계 때문에 친서방계 국가군과 민족주의계 국가군으로 대립하고 있다. 
또한 아직도 백인우월주의의 잔재가 남아, 남아프리카 연방에서는 인종격리를 위해서 1948년에 통행증명서법, 1949년 혼혈금지법, 1950년 집단별거법, 1953년 흑인들에게 교육의 자유를 빼앗기 위한 반투족 교육법 등을 제정하여 원주민들을 강압하고 있다. 
이러한 인종차별의 관념은 남아프리카에만 머물지 않고 점차 북상하여 중앙아프리카 연방, 로디지아 등의 경우 차별주의가 극심하다. 유엔 총회에서는 해마다 인종차별에 대한 비난결의안을 토의하고 있으며, 1963년 총회에서는 인종차별 비난, 무기금수 등을 포함한 결의안이 가결되었고, 1968년 6월의 총회에서는 남아연방 제재결의안을 가결하는 등, 세계여론의 지탄을 받았다.
반식민·반제국주의를 앞세운 아프리카 민족주의의 투쟁은 격화되어 있으며, 그 결과 앙골라, 로디지아, 남아프리카 연방, 서사하라 등 구종주국과의 분쟁에서 점차 승리하고 있다. 현재 서아프리카와 동아프리카 섬들의 일부, 서사하라 등 몇 군데만이 식민지로 남아 있으며, 로디지아의 소수 백인정권도 1978년 2월 흑인 다수통치에 합의하는 헌법개정을 수락하였다.

## 알제리
1830년 프랑스의 침입으로 식민지가 되어, 카비리의 반란 등 독립운동을 계속하다가 1954년 알제리 민족해방전선(FLN)을 결성하고 반불무력항쟁(反佛武力抗爭)을 개시하였다. 
프랑스는 50만 이상의 병력으로 육·해·공군을 총동원하여 하루 평균 20억 프랑의 전비를 쓰며 독립군을 토벌하였으나 허사였고 이 알제리 문제로 몇 차례에 걸쳐 내각이 무너지고 프랑스 제4공화국 붕괴의 직접적인 원인이 되었다. 1958년 FLN은 알제리 공화국 임시정부의 수립을 선언하고 프랑스 정부와 프랑스 이주민인 콜롱에 대한 저항운동을 강화하였다. 
1962년 7월 국민투표를 거쳐 독립을 선포하고 9월 알제리 인민 민주 공화국을 수립했다. 1976년 국민투표로 국민헌장을 채택했고, 새헌법을 채택하였다. 알제리는 비동맹·중립노선을 취하고 있으며, 1988년 모로코, 이집트와 외교 관계를 다시 맺고 1989년 ‘아랍－마그레연합’을 결성하였다. 
1991년 이후 선진국의 원조에 전적으로 의존하고 있다.

## 리비아
1912년부터 이탈리아의 식민통치를 받아오다가 1951년 12월 왕국으로 독립했고, 1969년 9월 이드리드왕의 터키 방문중 카다피 중령이 이끄는 군부가 쿠데타를 일으켜 전권을 장악하였다. 쿠데타군은 왕정을 폐지하고 공화제를 선포하였으며 혁명평의회를 설치, 회교·사회주의 정치노선을 선언하였다. 집권 후 카다피 의장은 회교 교리와 사회주의 이념에 입각하여 청교도적인 통치를 시행하면서 아랍국가들의 통합을 열성적으로 추진하였다. 1977년 3월 신헌법을 채택, 통치기구를 개혁하여 전(全)인민위원회를 창설했다. 리비아의 외교노선은 회교사회주의, 아랍민족주의, 아랍통합주의를 계속 주장하면서 강경·급진노선을 추구하고 있다. 81년 이후 미국과 단교, 소련과 밀접한 관계를 유지하고 있으며, 아랍통합노선에 따른 팽창주의 정책으로 주변국과의 마찰이 잦다. 1994년 1월 전인민회의에서 압델 마지드 알구드가 새 총리로 선출되었으며, 1995년 7월 일부 개각을 단행하였다. 카다피가 국가원수였으며, 한국과는 남·북한 동시 수교국이다. 

## 튀니지·모로코
두 나라는 프랑스의 식민지였으나 제2차 세계대전 후 프랑스에 대하여 독립운동을 벌였다. 튀니지는 1952년 독립을 위한 대중조직을 결성하여 1956년 완전독립했으며, 1957년 공화국을 선언했다. 1959년 부르기바가 대통령으로 당선된 후 1974년 개헌으로 종신대통령으로 피선되었으나 1987년 벤 알리 총리가 무혈 쿠데타에 성공하여 대통령에 취임했다. 1994년 3월의 대선 및 총선에서는 집권 입헌민주연합(RCD)이 압승하였다. 튀니지는 온건·중립·비동맹 노선으로 친서방적이다. 모로코는 1956년 프랑스와 에스파냐가 모로코 독립을 승인하는 공동선언을 함으로써 독립하였다. 1962년 입헌군주국을 선포하였으나 1977년 이전까지 혼란을 거듭하다가 1977년 10월 총선으로 의회를 재구성하였다. 1988년 9월 라라키 전 교육부 장관이 총리에 취임하였다. 아프리카 국가로는 보기드문 다당제이며, 비동맹·중립노선을 취하면서 친서방적이다. 1999년 7월 하산 2세 국왕이 사망, 모하메드 왕세자가 왕위를 계승하여 취임 직후 대사면조치를 발표하는 한편 모로코의 민주화와 시장경제 개혁을 가속화할 것을 약속했다. 

## 동·서 아프리카
제2차 세계대전 후 서부의 가나와 기니를 중심으로 독립운동이 일어났다. 가나는 1821년 영국의 식민지가 되어 있었으나, 전후 1947년 민족운동의 통일전선인 ‘황금해안 통일회의’를 결성하고, 1949년에 회의인민당이 엥크루마를 중심으로 탄생하였다. CPP를 중심으로 반영 민족운동을 강화하여 1957년 3월 독립국가로서 발족하고 유엔에 가맹하였다. 다음해 아프리카 인민회의에서 반식민지 투쟁과 아프리카 인민의 유대와 해방운동의 조직화를 결의했고, 1960년 7월 영연방 독립국을 선포하였다. 비동맹 외교노선을 견지해온 가나는 현재까지 쿠데타가 빈번하여 정세가 혼란스럽다. 기니는 1904년 프랑스령 서아프리카의 일부가 되었다. 그 후 세쿠 투레를 중심으로 독립투쟁을 벌였고, 1958년 드골의 신헌법에 의한 국민투표에서 프랑스 공동체의 참가를 거부, 같은 해 10월 독립하였다. 수도 코나크리에서 1960년 제2회 아시아·아프리카제국 인민유대회의를 열었으며, 적극적 중립과 비동맹주의의 외교정책을 취하고 있다. 동부의 케냐는 1895년 이래 영국의 식민지였으나 제2차 세계대전 후 케냐타의 지도하에 케냐 아프리카 동맹(KAU)을 결성하여 반영투쟁(反英鬪爭)을 전개하였다. 1963년 12월 총선을 거쳐 영연방 내의 자치국으로 독립하고 1964년 공화국이 되었다. 비동맹주의를 기조로 하여 탄자니아·우간다와 함께 강력한 정치·경제공동체를 지향하여 1967년 12월 동아프리카 협력기구를 설립하였으며, 아프리카 단결기구(OAU)의 중심국으로 활약하고 있다. 

## 콩고 동란
콩고는 1885년 이래 벨기에의 식민지였다. 제2차 세계대전 후 아프리카 여러 나라들이 독립하자 민족의식이 고조되어 1959년 레오폴드 빌의 폭동 후 브뤼셀 원탁회의를 거쳐 1960년 6월 독립하였다. 독립국 콩고의 최대 문제는 카탕가 분리 문제였다. 카탕가주는 콩고 국가수입의 60%를 차지하는 광산을 가진 보고였기 때문에 벨기에·영국 등 광산에 거대한 이권을 가진 나라에서는 콩고의 중앙정부로부터 카탕가를 분리시키기 위하여 분리주의자 촘베를 내세워 반란을 일으키고 분리를 선언케 하였다. 이에 벨기에군이 직접 개입하여 카탕가군과 중앙정부군 사이에 전투가 치열해지자 정부는 유엔군을 요청하게 되었다. 1961년 9월 유엔군의 무력 개입으로 함마슐드 유엔 사무총장이 현지에서 죽었으나 열강의 뒤얽힌 이해관계로 분리문제는 오랫동안 끌었다. 1963년 1월 국제여론의 뒷받침을 받은 유엔군의 전면작전을 견디지 못한 촘베는 분리종결을 중앙정부에 정식으로 통고하였다. 이 콩고 동란은 아프리카 신생국의 문제, 즉 독립된 후가 오히려 더 어려운 고비라는 것을 말하여 주는 대표적인 예이다.

## 아프리카 단결기구
1963년 5월 에티오피아의 아디스아바바에서 개최된 아프리카 독립제국 정상회의에서 30개국이 아프리카 통일기구 헌장에 조인, 1963년 10월 조인국 2/3가 비준함으로써 성립했다. 종래의 친서방 브라자빌파(派)와 급진적 카사블랑카파가 대동단결한 것이다. 1997년 현재 가맹국은 53개국이며, 목적은 아프리카 제국의 통일과 단결의 촉진, 주권·독립의 확보, 식민주의 소멸 등이며 ① 주권의 평등, ② 내정불간섭, ③ 영토의 보전, ④ 분쟁의 평화적 해결, ⑤ 파괴활동의 금지, ⑥ 해방운동의 지지, ⑦ 비동맹정책 등의 원칙을 지킨다고 선언했다.

## 앙골라 내전
1974년 포르투갈 독재정권이 쿠데타에 의하여 붕괴되자 90년에 걸쳤던 포르투갈의 아프리카 식민지 경영도 끝을 맺게 되었다. 쿠데타군의 약속에 의하여 모잠비크는 즉시 독립을 선언하였으나 앙골라의 경우는 독립 초반부터 앙골라 인민 해방 운동(MPLA), 앙골라 해방 민족 전선(FNLA), 앙골라 완전 독립 민족 동맹(UNITA) 등 세 독립 단체가 파쟁을 벌여 권력 공백상 태가 되었다. 중부 지방을 지배하고 있던 MPLA가 ‘앙골라 인민공화국’의 수립을 선언하자, 북부지방에 세력을 펴고 있던 FNLA와 남부지방의 지배자 UNITA가 제휴, 앙골라 인민 공화국의 수립을 선포하여 두 세력은 본격적인 내전 상태로 들어갔다. 양세력의 유혈전투는 강대국의 본격적인 개입을 몰고 와 소련·쿠바는 MPLA에, 미국·남아연방 등 서방측은 FNLA와 UNITA의 연합세력측에 무기를 제공하여 앙골라 내전은 국제 분쟁의 양상을 띠게 되었다. 1991년에 내전 종식을 위해 평화협정에 조인하였으나 1992년 총선에서 MPLA에 유리하게 되자 UNITA의 반발로 내전이 재개되었다. 1995년 내전이 완전히 종결되었다.

## 아프리카의 민족주의
아프리카 민족주의는 제1차 세계대전에서 제2차 세계대전에 이르는 약 20년 동안에 형성되었다. 1919년 파리에서의 해외거주 아프리카 지식인들에 의한 범 ‘아프리카’ 운동의 모임이 아프리카 민족주의를 눈뜨게 한 최초의 씨앗이 된 것이다. 비록 아프리카 민족주의 운동의 씨앗이 1919년을 전후한 기간에 아프리카 밖에서 뿌려진 것이라 할지라도 1939년부터는 전아프리카 대륙에 급격히 확산되었다. 2차 대전 기간 동안 아프리카를 지배하고 있던 서구 국가들이 히틀러의 침략전쟁에서 아프리카인들의 협력을 확보하기 위하여 내세웠던 전후 자치독립에의 약속, 전쟁 기간 동안의 경제생활 위기로 인한 식민지 당국자에 대한 불만, 지식인들의 자각 등이 아프리카 민족주의의 가속성을 부채질하는 요인이었던 것이다. 이러한 아프리카의 민족주의는 대체로 그 형성과정에서 종교적인 배경을 결여하고 있으며, 사회주의적 경향을 띠고 있다. 또한 그 추진세력이 전 민중에 확산되지 못하고 소수 정치엘리트에 한정되어 있는 특이성을 갖고 있다. 정치적으로는 식민지적 체계로부터 벗어나서 독립국가로 발전해야만 하고, 사회적으로는 미개적인 전통사회에서 탈피하여 근대적인 사회로 변모시켜야 하는 변혁의 과정이 곧 아프리카 민족주의로의 조명으로 유도되고 있고, 그 과정이 바로 현대 아프리카의 역사이며 정치인 것이다. 즉 역사적인 이해체계로서, 현실성에 대한 긍정의 분석수단으로서, 그리고 미래에의 복음적인 논리로서의 성격을 모두 함유한 이데올로기, 그것은 곧 아프리카 민족주의로의 조명으로 유도되고 만다. 다시 말하면 오늘날 아프리카 민족주의는 아프리카 이데올로기의 처음이나 마지막이며, 현실의 문제이자 내일로의 기대이기도 한 것이다. 

## 아프리카의 백인정권
인종분리·차별정책으로 국제적인 비난과 고립을 겪고 있는 남아공화국·로디지아 두 소수 백인 정권은 1974년 4월 포르투갈 쿠데타로 양국에 인접해 있는 포르투갈 식민지 모잠비크·앙골라의 독립이 이루어져 흑인해방세력의 격화된 무력공격에 직면하고 있다. 특히 모잠비크는 로디지아 해방 흑인 게릴라들에게 근거를 제공해주고 있으며 로디지아 국경봉쇄 등 경제선전포고를 내리고 있다. 로디지아에 대한 국내외의 압력이 고조되자 스미스 수상은 분리독립선언을 포기할 것을 결정하였으며, 1978년 2월 흑인에의 통치권 이양에 대한 헌법협상을 일단 성공시켰다. 그러나 이 협상은 국외 강경파 해방단체들이 제외된 국내 온건파들과의 합의이기 때문에 국외파들의 향방에 따라 더욱 혼란이 가중될 우려도 있다. 흑백인 거주지역의 완전분리를 목적으로 하는 벤지스탈 계획을 추진하는 등 철저한 인종차별·분리정책을 고수해온 남아공화국은, 1976년에 이어 1977년에도 대규모 흑인폭동이 일어나 국제적인 압력과 함께 최악의 위기에 봉착하였다. 1981년 유엔은 인종차별을 이유로 대남아공 제재결의안을 채택했다. 1984년 흑인 이외의 유색인종의회를 처음으로 선거했고, 1984·85·86년 인종차별에 항의하는 흑인들의 폭동이 격화되자 소수파 백인정부는 대대적인 반대파 체포에 나섰다. 1984년 흑인폭동 이후 인종차별 정책에 기인한 흑백 분규로 2천여 명이 사망했다. 1988년 정부의 새노동법안에 항의해 흑인노동자 2백만명이 총파업을 벌였으며, 남아프리카 민족회의 지도자로서 넬슨 만델라 대통령이 유명하다.